# Ромащенко, Павел Николаевич
Павел Николаевич Ромащенко (род. 22 февраля 1974 года) — российский медик, специалист в области эндокринологической хирургии, начальник кафедры и клиники факультетской хирургии ВМА имени С. М. Кирова (с 2018 года), член-корреспондент РАН (2016).
Автор и соавтор 268 научных работ, из них 4 монографий, 4 руководств, 11 учебно-методических пособий, 78 научных статей, 23 рационализаторских предложений.